# Brochocin (Ciepłowody)
Brochocin (deutsch Dürrbrockguth auch Dürr-Brockuth veraltet Brockott; schlesisch Brukt) ist ein Ort in der Landgemeinde Ciepłowody (Tepliwoda) im Powiat Ząbkowicki (Frankenstein) der Woiwodschaft Niederschlesien in Polen.

## Lage
Brochocin liegt ca. vier Kilometer nördlich von Ciepłowody (Tepliwoda). Nachbarorte sind Ruszkowice (Lohenstein) im Südwesten, Błotnica (Plottnitz) im Norden und Dobrzenice (Siegroth) im Osten. 

## Geschichte
Dürrbrockuth gehörte seit um 1500 bis 1686 der Familie von Logau, später die Herren von Ferenteil. Es gehörte zum Herzogtum Brieg, das nach dem Tod des Herzogs Georg Wilhelm I. 1675 als erledigtes Lehen durch Heimfall an die Krone Böhmen zurückfiel und nach dem Ersten Schlesischen Krieg mit dem größten Teil Schlesiens 1741/42 an Preußen. 1785 besaß das Gut George Wenzel von Tschepe. Damals bestand es aus einem Vorwerk, 19 Gärtnern und 144 Einwohnern.
1845 gehörte Dürrbrockuth Josephine Baroness von Saurma und bestand aus 32 Häusern, einem herrschaftlichen Schloss, und Vorwerk, 206 Einwohnern (22 katholisch), evangelischer Kirche zu Ober-Siegroth, katholischer Kirche zu Nimptsch, einer Brauerei, einer Brennerei und vier Handwerkern. Im Dorf wurde Kirschbaumzucht betrieben. Nach der Auflösung des Landkreises Nimptsch 1932 gehörte Dürrbrockuth bis 1945 zum Landkreis Strehlen. Der Amtsbezirk war Schmitzdorf.
Als Folge des Zweiten Weltkriegs fiel Dürrbrockuth mit fast ganz Schlesien 1945 an Polen. Nachfolgend wurde es durch die polnische Administration in Brochocin umbenannt. Die deutschen Einwohner wurden, soweit sie nicht schon vorher geflohen waren, vertrieben. Die neu angesiedelten Bewohner waren teilweise Zwangsumgesiedelte aus Ostpolen, das an die Sowjetunion gefallen war. Brochocin gehörte von 1975 bis 1998 zur Woiwodschaft Wałbrzych und seit der Gebietsreform 1998 zur heutigen Woiwodschaft Niederschlesien.

## Sehenswürdigkeiten
- Schloss Dürr-Brockuth

## Persönlichkeiten
- Friedrich von Logau (1605–1655), deutscher Dichter des Barock